# Wera Igorewna Swonarjowa
Wera Igorewna Swonarjowa (russisch Вера Игоревна Звонарёва, englische Transkription Vera Zvonareva; * 7. September 1984 in Moskau, Russische SFSR, Sowjetunion) ist eine russische Tennisspielerin.

## Karriere
Wera Swornajowa stammt aus einer sehr sportlichen Familie. Ihre Mutter gewann unter ihrem Mädchennamen Natalja Bykowa mit der sowjetischen Hockey-Nationalmannschaft bei den Olympischen Sommerspielen 1980 in Moskau und der Feldhockey-Weltmeisterschaft der Damen 1981 in Buenos Aires jeweils die Bronzemedaille, während ihr Vater Igor bei Dynamo Moskau in den sowjetischen Bandy-Meisterschaften spielte.
Im Alter von sechs Jahren begann sie mit dem Tennissport, im Jahr 2000 wurde sie Profispielerin. 2002 erreichte Swonarjowa bereits die Top 50 der WTA-Rangliste im Einzel, im Jahr 2003 stieg sie in die Top 20 auf, 2004 kam sie mit Platz neun erstmals unter die Top Ten. Ihr erstes Finale bei einem Grand-Slam-Turnier erreichte sie 2010 bei den Lawn Tennis Championships in Wimbledon, wo sie Titelverteidigerin Serena Williams mit 3:6, 2:6 unterlag. 
Für die russische Fed-Cup-Mannschaft hat sie bis zum Jahr 2011 zehn Partien bestritten, von denen sie acht gewinnen konnte.
Swonarjowa gewann in ihrer Karriere bislang zwölf WTA-Titel im Einzel, drei Grand-Slam-Titel im Doppel (US Open 2006, Australian Open 2012 und US Open 2020), sechs WTA-Doppeltitel sowie drei ITF-Einzeltitel. Zudem trug sie sich im gemischten Doppel 2004 bei den US Open und 2006 in Wimbledon in die Siegerliste ein.
2008 stieß sie bis ins Finale von Doha vor, in dem sie ihrer Landsfrau Marija Scharapowa mit 1:6, 6:2 und 0:6 unterlag. Außerdem erreichte sie die Endspiele von Hobart und Charleston. Bei den Olympischen Spielen in Peking gewann sie die Bronzemedaille. 
Beim Turnier in Charleston kam sie mit Siegen über Marion Bartoli, Jelena Janković und Jelena Dementjewa bis ins Finale, das sie jedoch mit 4:6, 6:3 und 3:6 gegen Serena Williams verlor.
Swonarjowa gewann 2009 das erste Turnier der Masters Series in Indian Wells, wo sie Titelverteidigerin Ana Ivanović mit 7:6 und 6:2 besiegte. Beim Family Circle Cup in Charleston verletzte sie sich in der Partie gegen Virginie Razzano am rechten Fußgelenk und musste einen Monat lang pausieren. Sie verpasste die French Open und beendete das Jahr auf Position 9 der Weltrangliste. Im November 2009 wurde ihre Verletzung schließlich chirurgisch behandelt.
Ihre größten Saisonerfolge im Jahr 2010 waren das Erreichen der Endspiele von Wimbledon (Niederlage gegen Serena Williams in zwei glatten Sätzen) und der US Open, wo sie ebenso deutlich Kim Clijsters unterlag. Außerdem stand sie im Finale von Montreal. Bei den Australian Open unterlag sie im Achtelfinale Wiktoryja Asaranka in drei Sätzen. 
In Charleston verlor sie das Endspiel gegen Samantha Stosur und im Viertelfinale von Dubai erneut gegen Asaranka. In Pattaya verteidigte sie dagegen mit einem klaren Endspielsieg über die Lokalmatadorin Tamarine Tanasugarn ihren Titel. Am Jahresende war Swonarjowa Weltranglistenzweite.
Nach dem erneuten Einzug ins Halbfinale von Melbourne gewann sie 2011 im Februar bereits ihren elften WTA-Einzeltitel. Im Endspiel von Doha bezwang sie die Weltranglistenerste Caroline Wozniacki mit 6:4 und 6:4. In Roland Garros erreichte sie das Achtelfinale. In Wimbledon kam das Aus diesmal bereits in Runde drei, wo sie als Nummer zwei der Setzliste Zwetana Pironkowa 2:6, 3:6 unterlag – im Vorjahr war sie mit einem glatten Sieg über die Bulgarin ins Finale eingezogen. 
Beim Hartplatzturnier in Baku (Aserbaidschan) sicherte sie sich mit einem Zweisatzsieg über Xenija Perwak ihren 12. WTA-Titel. Auch in Carlsbad erreichte sie mit Siegen über Lisicki und Ivanovic das Finale, unterlag aber erneut wie eine Woche zuvor im Achtelfinale von Toronto der an 3 gesetzten Agnieszka Radwańska. In dieser erfolgreichsten Zeit ihrer Karriere wurde sie von ihrem Landsmann Sergei Demjochin trainiert.
Beim Turnier in Sydney Anfang des Jahres 2012 verlor Swonarjowa ihr Erstrundenmatch gegen Swetlana Kusnezowa. Bei den Australian Open schied sie in der dritten Runde gegen Jekaterina Makarowa aus, in der Doppelkonkurrenz gewann sie jedoch an der Seite von Kusnezowa den Titel. Bei den folgenden Turnieren musste sie jeweils frühe Niederlagen hinnehmen. Lediglich in Charleston erreichte sie das Viertelfinale. Aufgrund einer Schulterverletzung sagte sie ihre Teilnahme am Fedcup im April und am WTA-Turnier in Rom ab, später verzichtete sie auch auf die French Open. 
In Wimbledon musste sie in der dritten Runde gegen Kim Clijsters beim Stand von 4:6 und 3:4 aufgeben. Anschließend erreichte sie bei den Olympischen Spielen in London ebenfalls die dritte Runde, unterlag dort jedoch Serena Williams klar mit 1:6 und 0:6. Danach nahm sie verletzungsbedingt an keinem Turnier mehr teil und rutschte in der Weltrangliste bis zum Jahresende auf Rang 98 ab.
Am 12. Februar 2013 wurde Swonarjowa an ihrer rechten Schulter operiert. Anfang August nahm sie nach einem Jahr Pause das Training wieder auf und kündigte ihre baldige Rückkehr an.
Beim WTA-Turnier in Shenzhen feierte sie im Januar 2014 ihr Comeback. Sie scheiterte dort aber ebenso in Runde eins wie zwei Wochen später in Melbourne. Im April 2015 spielte sie in Kattowitz ihr vorläufig letztes Match, im August 2016 gab sie schließlich offiziell ihr Karriereende bekannt, nachdem sie zwischenzeitlich geheiratet hatte und Mutter geworden war.
Ende März 2017 kehrte sie auf die Tour zurück. Sie erhielt für das ITF-Turnier in Istanbul eine Wildcard, musste dort aber ihr Match gegen Katie Boulter beim Stande von 7:68 und 2:3 aufgeben. 
Im Juli 2017 gewann sie dann, wieder mit einer Wildcard angetreten, das ITF-Turnier in Scharm asch-Schaich, im Finale besiegte sie Tereza Mihalíková mit 1:6, 7:64, 7:5. Im Jahr 2018 gewann sie zwei WTA-Turniere im Doppel.
Im September 2020 gewann Swonarjowa zusammen mit ihrer Partnerin Laura Siegemund die Doppelkonkurrenz der US Open. Nach einer längeren Verletzungspause von Siegemund siegte das Doppel-Duo Siegemund/Swonarjowa im März 2022 dann erneut, zuerst im Turnier in Lyon und später im April 2022 auch im Turnier in Miami.

## Turniersiege

### Einzel
| Nr. | Datum              | Turnier             | Kategorie             | Belag             | Finalgegnerin       | Ergebnis       |
| --- | ------------------ | ------------------- | --------------------- | ----------------- | ------------------- | -------------- |
| 1.  | 24. September 2000 | Moskau              | ITF $10.000           | Teppich           | Marija Golowisnina  | 6:4, 6:2       |
| 2.  | 14. April 2002     | Naples              | ITF $50.000           | Sand              | Maureen Drake       | 6:1, 6:3       |
| 3.  | 4. Mai 2003        | Bol                 | WTA Tier III          | Sand              | Conchita Martínez   | 6:1, 6:3       |
| 4.  | 22. Februar 2004   | Memphis             | WTA Tier III          | Hartplatz (Halle) | Lisa Raymond        | 4:6, 6:4, 7:5  |
| 5.  | 19. Februar 2005   | Memphis             | WTA Tier III          | Hartplatz (Halle) | Meghann Shaughnessy | 7:63, 6:2      |
| 6.  | 18. Juni 2006      | Birmingham          | WTA Tier III          | Rasen             | Jamea Jackson       | 7:612, 7:65    |
| 7.  | 23. Juli 2006      | Cincinnati          | WTA Tier III          | Hartplatz         | Katarina Srebotnik  | 6:2, 6:4       |
| 8.  | 4. Mai 2008        | Prag                | WTA Tier IV           | Sand              | Wiktoryja Asaranka  | 7:62, 6:2      |
| 9.  | 21. September 2008 | Guangzhou           | WTA Tier III          | Hartplatz         | Peng Shuai          | 6:74, 6:0, 6:2 |
| 10. | 15. Februar 2009   | Pattaya             | WTA International     | Hartplatz         | Sania Mirza         | 7:5, 6:1       |
| 11. | 22. März 2009      | Indian Wells        | WTA Premier Mandatory | Hartplatz         | Ana Ivanović        | 7:65, 6:2      |
| 12. | 14. Februar 2010   | Pattaya             | WTA International     | Hartplatz         | Tamarine Tanasugarn | 6:4, 6:4       |
| 13. | 26. Februar 2011   | Doha                | WTA Premier           | Hartplatz         | Caroline Wozniacki  | 6:4, 6:4       |
| 14. | 24. Juli 2011      | Baku                | WTA International     | Hartplatz         | Xenija Perwak       | 6:1, 6:4       |
| 15. | 9. Juli 2017       | Scharm Asch-Schaich | ITF $15.000           | Hartplatz         | Tereza Mihalíková   | 1:6, 7:64, 7:5 |

### Doppel
| Nr. | Datum              | Turnier          | Kategorie             | Belag             | Partnerin              | Finalgegnerinnen                     | Ergebnis           |
| --- | ------------------ | ---------------- | --------------------- | ----------------- | ---------------------- | ------------------------------------ | ------------------ |
| 1.  | 17. Oktober 2004   | Moskau           | WTA Tier I            | Teppich (Halle)   | Anastassija Myskina    | Virginia Ruano Pascual Paola Suárez  | 6:3, 4:6, 6:2      |
| 2.  | 8. Mai 2005        | Berlin           | WTA Tier I            | Sand              | Jelena Lichowzewa      | Cara Black Liezel Huber              | 4:6, 6:4, 6:3      |
| 3.  | 7. Januar 2006     | Auckland         | WTA Tier IV           | Hartplatz         | Jelena Lichowzewa      | Émilie Loit Barbora Strýcová         | 6:3, 6:4           |
| 4.  | 10. September 2006 | US Open          | Grand Slam            | Hartplatz         | Nathalie Dechy         | Dinara Safina Katarina Srebotnik     | 7:65, 7:5          |
| 5.  | 21. März 2009      | Indian Wells     | WTA Premier Mandatory | Hartplatz         | Wiktoryja Asaranka     | Gisela Dulko Shahar Peer             | 6:4, 3:6, [10:5]   |
| 6.  | 27. Januar 2012    | Australian Open  | Grand Slam            | Hartplatz         | Swetlana Kusnezowa     | Sara Errani Roberta Vinci            | 5:7, 6:4, 6:3      |
| 7.  | 4. Februar 2018    | St. Petersburg   | WTA Premier           | Hartplatz (Halle) | Timea Bacsinszky       | Alla Kudrjawzewa Katarina Srebotnik  | 2:6, 6:1, [10:3]   |
| 8.  | 29. Juli 2018      | Moskau           | WTA International     | Sand              | Anastassija Potapowa   | Alexandra Panowa Galina Woskobojewa  | 6:0, 6:3           |
| 9.  | 24. Februar 2019   | Budapest         | WTA International     | Hartplatz (Halle) | Jekaterina Alexandrowa | Fanny Stollár Heather Watson         | 6:4, 4:6, [10:7]   |
| 10. | 13. April 2019     | Antalya          | ITF $15.000           | Sand              | Marie Mettraux         | Karolína Kubáňová Nikola Tomanová    | 6:3, 0:6, [12:10]  |
| 11. | 11. September 2020 | US Open          | Grand Slam            | Hartplatz         | Laura Siegemund        | Nicole Melichar Xu Yifan             | 6:4, 6:4           |
| 12. | 19. Dezember 2021  | Limoges          | WTA Challenger        | Hartplatz         | Monica Niculescu       | Estelle Cascino Jessika Ponchet      | 6:4, 6:4           |
| 13. | 6. März 2022       | Lyon             | WTA 250               | Hartplatz (Halle) | Laura Siegemund        | Alicia Barnett Olivia Nicholls       | 7;5, 6:1           |
| 14. | 3. April 2022      | Miami            | WTA 1000              | Hartplatz         | Laura Siegemund        | Weronika Kudermetowa Elise Mertens   | 7:63, 7:5          |
| 15. | 20. Mai 2023       | Paris            | WTA Challenger        | Sand              | Anna Danilina          | Nadija Kitschenok Alycia Parks       | 5:7, 7:62, [14:12] |
| 16. | 5. August 2023     | Washington, D.C. | WTA 500               | Hartplatz         | Laura Siegemund        | Alexa Guarachi Monica Niculescu      | 6:4, 6:4           |
| 17. | 30. September 2023 | Ningbo           | WTA 250               | Hartplatz         | Laura Siegemund        | Guo Hanyu Jiang Xinyu                | 4:6, 6:3, [10:5]   |
| 18. | 22. Oktober 2023   | Nanchang         | WTA 250               | Hartplatz         | Laura Siegemund        | Eri Hozumi Makoto Ninomiya           | 6:4, 6:2           |
| 19. | 6. November 2023   | Cancún           | WTA Finals            | Hartplatz         | Laura Siegemund        | Nicole Melichar-Martinez Ellen Perez | 6:4, 6:4           |
| 20. | 10. Dezember 2023  | Dubai            | ITF W100              | Hartplatz         | Tímea Babos            | Olivia Nicholls Heather Watson       | 6:1, 2:6, 10:7     |

### Mixed
| Nr. | Datum              | Turnier   | Kategorie  | Belag     | Partner   | Finalgegner                  | Ergebnis |
| --- | ------------------ | --------- | ---------- | --------- | --------- | ---------------------------- | -------- |
| 1.  | 12. September 2004 | US Open   | Grand Slam | Hartplatz | Bob Bryan | Alicia Molik Todd Woodbridge | 6:3, 6:4 |
| 2.  | 9. Juli 2006       | Wimbledon | Grand Slam | Rasen     | Andy Ram  | Venus Williams Bob Bryan     | 6:3, 6:2 |

## Abschneiden bei Grand-Slam-Turnieren

### Einzel
| Turnier         | 2002 | 2003 | 2004 | 2005 | 2006 | 2007 | 2008 | 2009 | 2010 | 2011 | 2012 | 2013 | 2014 | 2015 | 2016 | 2017 | 2018 | 2019 | 2020 | 2021 | 2022 | 2023 | Karriere |
| --------------- | ---- | ---- | ---- | ---- | ---- | ---- | ---- | ---- | ---- | ---- | ---- | ---- | ---- | ---- | ---- | ---- | ---- | ---- | ---- | ---- | ---- | ---- | -------- |
| Australian Open | —    | 1    | AF   | 2    | 1    | AF   | 1    | HF   | AF   | HF   | 3    | —    | 1    | 2    | —    | —    | Q1   | Q1   | —    | 1    | 1    | —    | HF       |
| French Open     | AF   | VF   | 3    | 3    | 1    | —    | AF   | —    | 2    | AF   | —    | —    | —    | —    | —    | —    | —    | 1    | Q3   | Q3   | —    | —    | VF       |
| Wimbledon       | 2    | AF   | AF   | 2    | 1    | —    | 2    | 3    | F    | 3    | 3    | —    | 3    | —    | —    | —    | 1    | —    |      | 2    | —    | Q2   | F        |
| US Open         | 3    | 3    | AF   | —    | 3    | 3    | 2    | AF   | F    | VF   | —    | —    | —    | —    | —    | Q2   | 2    | —    | 1    | 1    | —    | 1    | F        |

Zeichenerklärung: S = Turniersieg; F, HF, VF, AF = Einzug ins Finale / Halbfinale / Viertelfinale / Achtelfinale; 1, 2, 3 = Ausscheiden in der 1. / 2. / 3. Hauptrunde; Q1, Q2, Q3 = Ausscheiden in der 1. / 2. / 3. Qualifikationsrunde; nicht ausgetragen

### Doppel
| Turnier         | 2004 | 2005 | 2006 | 2007 | 2008 | 2009 | 2010 | 2011 | 2012 | 2013 | 2014 | 2015 | 2016 | 2017 | 2018 | 2019 | 2020 | 2021 | 2022 | 2023 | 2024 | Karriere |
| --------------- | ---- | ---- | ---- | ---- | ---- | ---- | ---- | ---- | ---- | ---- | ---- | ---- | ---- | ---- | ---- | ---- | ---- | ---- | ---- | ---- | ---- | -------- |
| Australian Open | 1    | HF   | VF   | AF   | —    | AF   | —    | 2    | S    | —    | 1    | —    | —    | —    | —    | 1    | —    | AF   | AF   | —    | —    | S        |
| French Open     | AF   | AF   | VF   | —    | 2    | —    | 2    | 2    | —    | —    | —    | —    | —    | —    | —    | 2    | 2    | 1    | —    | 1    | VF   | VF       |
| Wimbledon       | 2    | VF   | 2    | —    | 2    | 1    | F    | —    | —    | —    | 1    | —    | —    | —    | 2    | —    |      | AF   | —    | VF   | —    | F        |
| US Open         | 1    | —    | S    | 2    | 2    | 2    | VF   | 2    | —    | —    | —    | —    | —    | —    | AF   | —    | S    | —    | —    | F    | —    | S        |

### Mixed
| Turnier         | 2003 | 2004 | 2005 | 2006 | 2007 | 2008 | 2009 | 2010 | 2011 | 2012 | 2013 | 2014 | 2015 | 2016 | 2017 | 2018 | 2019 | 2020 | 2021 | 2022 | 2023 | 2024 | Karriere |
| --------------- | ---- | ---- | ---- | ---- | ---- | ---- | ---- | ---- | ---- | ---- | ---- | ---- | ---- | ---- | ---- | ---- | ---- | ---- | ---- | ---- | ---- | ---- | -------- |
| Australian Open | —    | —    | VF   | VF   | 1    | —    | —    | —    | —    | —    | —    | —    | —    | —    | —    | —    | —    | —    | AF   | —    | —    | —    | VF       |
| French Open     | —    | —    | —    | HF   | —    | —    | —    | —    | —    | —    | —    | —    | —    | —    | —    | —    | —    |      | —    | —    | 1    | 1    | HF       |
| Wimbledon       | —    | —    | —    | S    | —    | —    | —    | 2    | —    | 2    | —    | —    | —    | —    | —    | —    | —    |      | 2    | —    | —    | —    | S        |
| US Open         | 1    | S    | —    | 1    | —    | —    | —    | —    | —    | —    | —    | —    | —    | —    | —    | —    | —    |      | —    | —    | 1    | —    | S        |

## Persönliches
Swonarjowa studierte neben ihrer Tenniskarriere in Moskau Internationale Wirtschaftsbeziehungen an der Diplomatischen Akademie des russischen Außenministeriums und schloss das Studium nach sechs Jahren während ihrer verletzungsbedingten Auszeit im Sommer 2013 mit dem Mastergrad ab. Nach dem vorläufigen Ende ihrer aktiven Karriere hat Swonarjowa geheiratet, 2016 wurde sie Mutter. Bei den US Open im selben Jahr arbeitete sie für Eurosport am Mikrofon.

### Weltranglistenposition am Jahresende
|        | 2000 | 2001 | 2002 | 2003 | 2004 | 2005 | 2006 | 2007 | 2008 | 2009 | 2010 | 2011 | 2012 | 2013 | 2014 | 2015 | 2016 | 2017 | 2018 | 2019 | 2020 | 2021 | 2022 | 2023 |
| ------ | ---- | ---- | ---- | ---- | ---- | ---- | ---- | ---- | ---- | ---- | ---- | ---- | ---- | ---- | ---- | ---- | ---- | ---- | ---- | ---- | ---- | ---- | ---- | ---- |
| Einzel | 357  | 365  | 45   | 13   | 11   | 42   | 24   | 23   | 7    | 9    | 2    | 7    | 98   | -    | 251  | 182  | -    | 204  | 123  | 141  | 163  | 87   | 273  | 256  |
| Doppel | -    | 539  | 387  | 73   | 15   | 10   | 18   | 72   | 48   | 58   | 33   | 83   | 33   | -    | 345  | 174  | -    | -    | 56   | 71   | 40   | 53   | 31   | 9    |